# Dark ocean
『Dark ocean』（ダーク・オーシャン）は、古内東子9枚目のアルバム。2000年12月6日にソニー・レコードからリリース（CD：SRCL 4961）。

## 収録曲
作詞・作曲:古内東子
編曲:村山晋一郎（1,6）古内東子（2,5,7,9）村島一郎（3,4,8,10）
ストリングス・アレンジ:金子飛鳥（3）
1. Dark ocean
2. sandalwood
3. My brand new day
4. 想ってれば想ってるほど
5. あの歌
6. 一度だけ
7. Xmas present
8. 「そばにいて」
9. くすり指
10. 助手席

## 参加ミュージシャン
- All instruments:村山晋一郎（1,6）、古内東子（2,5,7）、村島一郎（3,4,8,10）
- Programming:古内東子（9）
- E.Bass:松原秀樹（6,7）
- E.Guitar:松原正樹（1,6）、古川昌義（2,5,7）
- Percussion:三沢またろう（2）
- A.Piano:中西康晴（2,3,5,7,8,9）
- E.Piano:中西康晴（4）
- Organ:中西康晴（7）
- Strings:矢野晴子ストリングス（3）
- Chorus:TAKE（2,7）
- Synth-Manipulation:鈴木直樹（2）、村山晋一郎（5,7,9）